# Меймад
Меймад (ивр. מימד‎), акроним Medina Yehudit, Medina Demokratit (ивр. מדינה יהודית, מדינה דמוקרטית‎), букв. Еврейское государство, демократическое государство) — является религиозной сионистской политической партией левого крыла в Израиле. Основана в 1999 году. Зиждется на идеологии движения «Меймад», основанного в 1988 году раввином Иегудой Амиталем. До 2006-го года находилась в альянсе с лейбористской партией «Авода», и в кнессете 17-го созыва года получила 3 места в списке этой партии.

## История
Движение «Меймад» было основано в 1988 году раввином Иехудой Амиталем. Одиннадцать лет спустя было создано его политическое крыло, которое присоединилось к альянсу «Единый Израиль», который в том же году попал в Кнессет. Меймад получил одно место, которое досталось раввину Михаелю Мельхиору. Она получила второe, когда Иеxуда Гилад заменил Максимa Леви в 2002 году. Това Илан также представлял «Меймад» в кнессете в течение короткого промежутка времени в 2006 году, после того, как некоторые депутаты от «Аводы» подали в отставку.
В ноябре 2008 года бывший министр и член «Аводы» Ами Аялон присоединяется к «Меймад». В этом же месяце партия разорвала союз с «Аводой», когда выяснилось, что 10-е место в списке на парламентских выборах в 2009 году уже не будет зарезервировано за «Меймад».
Вскоре после этого Аялон объявил о своем уходе из политики, и партия сформировала альянс с «Зелёным движением» (Ха-Тнуа ха-Иерука).

### Выборы 2009
На выборах в Кнессет 18-го созыва партия набрала только 0,82 % и, таким образом, не смогла преодолеть процентный барьер.

## Идеология
Партия разделяет цели многих социал-демократических партий (кроме как по религиозным вопросам). Как и «Авода», принимает левоцентристский подход к израильско-палестинскому конфликту. Тем не менее, он выступает за включение религиозных предметов в основную учебную программу государственных школ Израиля, а также поддерживает институт раввинатских судов, в дополнение к гражданским.
Под руководством Мельхиора партия приняла ещё более левый подход во внешних и, особенно, во внутренних делах. Партия участвовала в муниципальных выборах в 2003 году, выиграв ряд ключевых мест в Тель-Авиве. Кроме того, она участвовала единым списком с МЕРЕЦ в Хайфе, и разделила место (под соглашение о ротации). Шломо Яков Рапапорт входит в городской совет в Хайфе, представляющих «Меймад» и в настоящее время председателем комитета по Алие и Абсорбции Хайфа, а также председателя городского комитета по борьбе с алкоголизмом и наркоманией.